# Hanna Huśkowa
Hanna Andrejeuna Huśkowa (biał. Ганна Андрэеўна Гуськова; ur. 28 sierpnia 1992 w Mińsku) – białoruska narciarka dowolna, specjalizująca się w skokach akrobatycznych. Srebrna medalistka mistrzostw świata juniorów w Chiesa in Valmalenco, złota medalistka olimpijska z igrzysk w Pjongczangu.

## Kariera
Pierwszym ważnym sportowym wydarzeniem, na którym wystąpiła były przeprowadzone 31 marca 2005 roku w Czusowoju mistrzostwa Rosji - zajęła w nich 3. miejsce. W późniejszych latach występowała głównie w Pucharze Europy, a także w zawodach FIS. W 2007 roku wygrała rozgrywane w Raubiczy mistrzostwa Białorusi.
14 lutego 2009 roku miał miejsce jej debiut w Pucharze Świata, kiedy to na rozgrywanych w Moskwie zawodach sezonu 2008/2009 zajęła 24. miejsce; w tym samym roku wzięła także udział w mistrzostwach świata w Inawashiro, w których była czternasta. W kolejnych latach występowała również w Pucharze Europy (w sezonie 2009/2010 odniosła sześć zwycięstw z rzędu) i zawodach FIS, zaliczyła także jeden występ w pucharze północnoamerykańskim (Nor-Am Cup). W 2011 roku, na mistrzostwach świata w Deer Valley zajęła 9. miejsce.
W 2012 roku zdobyła srebrny medal na mistrzostwach świata juniorów w Chiesa in Valmalenco, na których uplasowała się za Chinką Quan Huilin oraz przed reprezentantką Stanów Zjednoczonych Kiley McKinnon. Dwa lata później wzięła udział w igrzyskach olimpijskich w Soczi, na których zajęła 21. miejsce. 
31 stycznia 2015 roku zaliczyła pierwsze podium w Pucharze Świata, kiedy to podczas rozgrywanych w Lake Placid zawodach sezonu 2014/2015 zajęła 3. miejsce, przegrywając jedynie z Australijką Renee McElduff i Rosjanką Wieroniką Korsunową; w tym samym roku zajęła także 6. miejsce na mistrzostwach świata w Kreischbergu. 16 grudnia 2017 roku, na rozgrywanych w Secret Garden zawodach sezonu 2017/2018 odniosła pierwsze zwycięstwo w Pucharze Świata pokonując Chinkę Xu Mengtao i Amerykankę Ashley Caldwell. Cały sezon 2017/2018 zakończyła na 2. miejscu w klasyfikacji skoków akrobatycznych, przegrywając z Xu Mengtao i wyprzedzając Rosjankę Kristinę Spiridonową.
W 2018 roku, na igrzyskach olimpijskich w Pjongczangu wywalczyła złoty medal pokonując reprezentantki Chińskiej Republiki Ludowej: Zhang Xin i Kong Fanyu.

## Osiągnięcia

### Igrzyska olimpijskie
| Miejsce | Dzień     | Rok  | Miejscowość | Konkurencja                  | Zwyciężczyni      |
| ------- | --------- | ---- | ----------- | ---------------------------- | ----------------- |
| 21.     | 14 lutego | 2014 | Soczi       | Skoki akrobatyczne           | Ałła Cuper        |
| 1.      | 16 lutego | 2018 | Pjongczang  | Skoki akrobatyczne           | –                 |
| 6.      | 10 lutego | 2022 | Pekin       | Skoki akrobatyczne drużynowo | Stany Zjednoczone |
| 2.      | 14 lutego | 2022 | Pekin       | Skoki akrobatyczne           | Xu Mengtao        |

### Mistrzostwa świata
| Miejsce | Dzień       | Rok  | Miejscowość | Konkurencja                  | Zwyciężczyni                  |
| ------- | ----------- | ---- | ----------- | ---------------------------- | ----------------------------- |
| 14.     | 4 marca     | 2009 | Inawashiro  | Skoki akrobatyczne           | Li Nina                       |
| 9.      | 4 lutego    | 2011 | Deer Valley | Skoki akrobatyczne           | Cheng Shuang                  |
| 6.      | 15 stycznia | 2015 | Kreischberg | Skoki akrobatyczne           | Laura Peel                    |
| 5.      | 10 marca    | 2021 | Ałmaty      | Skoki akrobatyczne           | Laura Peel                    |
| 4.      | 11 marca    | 2021 | Ałmaty      | Skoki akrobatyczne drużynowo | Rosyjska Federacja Narciarska |

### Mistrzostwa świata juniorów
| Miejsce | Dzień    | Rok  | Miejscowość          | Konkurencja        | Zwyciężczyni |
| ------- | -------- | ---- | -------------------- | ------------------ | ------------ |
| 2.      | 21 marca | 2012 | Chiesa in Valmalenco | Skoki akrobatyczne | Quan Huilin  |

### Puchar Świata

#### Miejsca w klasyfikacji generalnej
| Sezon     | Miejsce |
| --------- | ------- |
| 2008/2009 | 153.    |
| 2009/2010 | -       |
| 2010/2011 | 42.     |
| 2011/2012 | 31.     |
| 2012/2013 | -       |
| 2013/2014 | 171.    |
| 2014/2015 | 18.     |
| 2015/2016 | 42.     |
| 2016/2017 | 91.     |
| 2017/2018 | 5.      |
| 2018/2019 | -       |
| 2019/2020 | 47.     |
| 2020/2021 | 8.      |

Od sezonu 2020/2021 klasyfikacja skoków akrobatycznych jest jednocześnie klasyfikacją generalną.

#### Miejsca na podium w zawodach
| Lp. | Data             | Miejsce       | Konkurencja        | Lokata |
| --- | ---------------- | ------------- | ------------------ | ------ |
| 1.  | 31 stycznia 2015 | Lake Placid   | Skoki akrobatyczne | 3      |
| 2.  | 16 grudnia 2017  | Secret Garden | Skoki akrobatyczne | 1      |
| 3.  | 19 stycznia 2018 | Lake Placid   | Skoki akrobatyczne | 2      |
| 4.  | 15 lutego 2020   | Moskwa        | Skoki akrobatyczne | 1      |
| 5.  | 3 grudnia 2021   | Ruka          | Skoki akrobatyczne | 3      |
| 6.  | 12 stycznia 2022 | Deer Valley   | Skoki akrobatyczne | 3      |

## Odznaczenia
- Zasłużony mistrz sportu Republiki Białorusi - Białoruś, 16 lutego 2018[14]
- Order Ojczyzny III stopnia - Białoruś, 16 lutego 2018[14]